# Greg Gilmore
Greg Gilmore (3. ledna 1962) je původem francouzský muzikant, který však působí v americkém Seattelu. Je zakladatel vydavatelství First World Music a hrál na bicí s grungeovou skupinou Mother Love Bone. Gilmore také spolupracoval s producentem Jackem Wldinem, zakladatelem skupiny Skin Yard. Dále pracoval mnoha dalších hlavně hudebních projektech, mimo jiné např. se Stevem Fiskem. Koncem devadesátých let byl členem skupiny Ventilator. Dále působil například v kapele 10 Minute Warning.